# アポマトックス・コートハウス
アポマトックス・コートハウス（英: Appomattox Court House）は、アメリカ合衆国バージニア州アポマトックス郡にある集落。アポマトックス町の東約 5 kmにあり、州の南部にあるリンチバーグ市からは東に 40 kmに位置する。
南北戦争最終盤の1865年4月9日にアポマトックス・コートハウスの戦いが行われた場所であり、同日集落内にあるウィルマー・マクリーンの家で、南軍のロバート・E・リー将軍が北軍のユリシーズ・グラント将軍に降伏した。リーの降伏は、事実上南北戦争を終わらせることになった。この場所は「アポマトックス・コートハウス国立歴史公園」 (Appomattox Court House National Historical Park) として記念されている。

## 名称
「コートハウス」（英: Court House）はもともと、巡回裁判が開かれる「裁判所」の建物を意味している。コートハウスの建物には、しばしば郡庁としての機能も置かれた。他の郡のコートハウスと区別するために、建物は「郡の名前＋コートハウス」の名で呼ばれる。また、南部諸州の田舎の多くの郡では、「コートハウス」所在地（郡庁所在地）の集落を「郡の名前＋コートハウス」の名で呼んだ。本項のアポマトックス・コートハウスの集落も、アポマトックス郡のコートハウスの建物があったことに由来している。
この集落を有名にした南北戦争当時、この集落には実際にアポマトックス郡のコートハウス（裁判所・郡庁）の建物 (Old Appomattox Court House) があった。ただし、南北戦争後にコートハウスは移転しており、現在「アポマトックス・コートハウス」の名で呼ばれる建物（New Appomattox Court House, 1892年建築）はアポマトックス町にある。

## 歴史

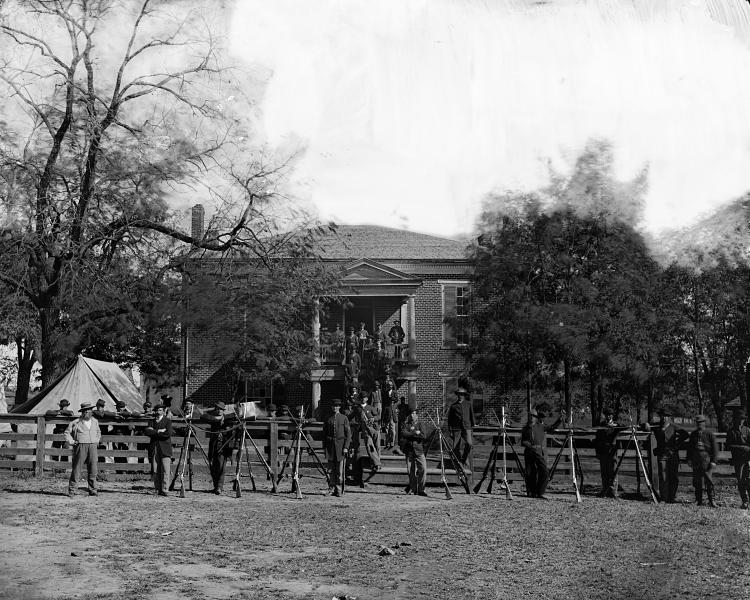
アポマトックス・コートハウスの前の北軍兵士、1865年4月

リッチモンド＝リンチバーグ街道沿いにあるこの集落は、もともとクローバーヒル (Clover Hil) という名で呼ばれ、駅馬車の宿駅として発達した。この名は1819年頃に建設された "the Clover Hill Tavern" という宿屋（集落に現存する最古の家屋である）にちなむもので、旅行者に宿を提供し、馬の交換を行う "the Clover Hill Tavern" は集落の活動の中心であった。1845年にアポマトックス郡が設立されると、クローバーヒルの集落にその郡庁（コートハウス）が置かれることになった。当地の地主であった Samuel D. McDearmon 大佐は、2エーカーを行政用建築物のための土地とした。"the Clover Hill Tavern" の向かいにコートハウスの建物が建てられ、さらにその裏手に刑務所が建設されることになった。
1854年、アポマトックス郡にサウス・サイド鉄道（今日のノーフォーク・サザン鉄道の一部）が敷設された。しかし、鉄道はアポマトックス・コートハウス集落の近傍を通らず、集落の南方約5kmにアポマトックス駅が建設された。商業取引の中心は駅周辺に移り、駅周辺に新たな集落（アポマトックス町）が発展することとなった。このためアポマトックス・コートハウス集落の人口は150人を超えることは一度も無く、一方でアポマトックスの町は数千人規模になった（2000年の統計では1,761人）。1865年4月、アポマトックス駅とアポマトックス・コートハウス集落は南北戦争の最終局面の舞台となり、歴史に名を残した。
アポマトックス・コートハウス集落にあったコートハウスは1892年に焼失してから再建されず、アポマトックスの町に新しく建設された（これが現在の「アポマトックス・コートハウス」である）。郡庁所在地も1894年に正式にアポマトックス町に移された。
1935年、Clover Hill Tavern など残存するいくつかの建物が公園として指定された。以後、数次にわたり格上げと保護範囲の拡大（1940年にナショナル・モニュメント、1954年に国立歴史公園 national historical park）、建物の再建などの整備が行われている。

## マクリーン・ハウス

### リー将軍の降伏

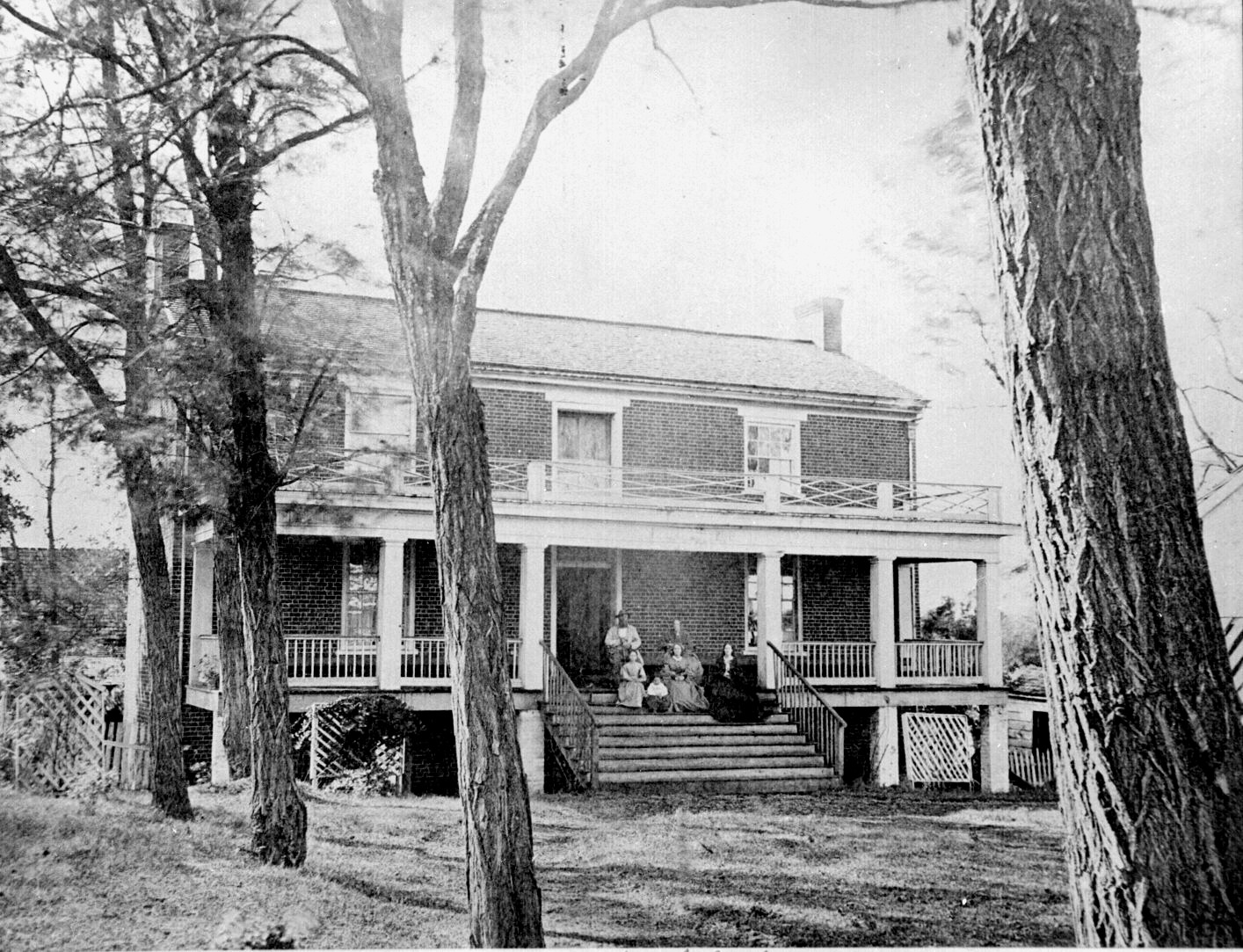
マクリーンの家、1865年4月、Timothy H. O'Sullivan撮影

1865年4月9日、村内にあるウィルマー・マクリーンの家で、南軍のロバート・E・リー将軍が北軍のユリシーズ・グラント将軍に降伏し、事実上南北戦争を終わらせることになった。なお、南北戦争における両軍最初の大会戦である第一次ブルランの戦い（1861年7月21日）は、バージニア州北部マナサスにあるマクリーンの農園で戦闘が始まった。「南北戦争は1861年にマクリーンの裏庭で起こり、1865年にその居間で終わった」ということもできる（どちらの出来事も正式な初めと終りではない）。
マクリーンはバージニア民兵隊を少佐で退役したが、南北戦争が始まった時は年を取り過ぎて徴兵に応じることができず、戦火から逃れるためにマサナスからアポマトックス・コートハウスに移住することにした（戦後、マクリーンは平和を愛する人間だったから移住したと言うことを好んだが、現実には戦時中に北軍の海上封鎖を逃れて砂糖を輸出することで財産を築いていた。単純に近くで戦争があるような邪魔を受けずにその魅力的な事業を行いたかったということである）。それにも関わらずに1865年4月9日、戦争がマクリーンの家までやってきたわけである。
マクリーンの家では4月10日に降伏条件を決める会合が行われ、次の数日間、北軍のジョン・ギブソン少将の本部として使われた。降伏の条件は次のようであった。「士官は個人毎にアメリカ合衆国政府に対して武器を向けないと約束すること。また中隊あるいは連隊の指揮官はその部下の兵隊について同様な約束に署名すること。」...「士官の携帯武器もその個人的な馬や手荷物も」引き渡すこと。南軍の多くの兵卒は馬やロバを所有していたので、個人的に所有権を主張された馬やロバはそのまま留め置かれた。

### 南北戦争後のマクリーン・ハウス

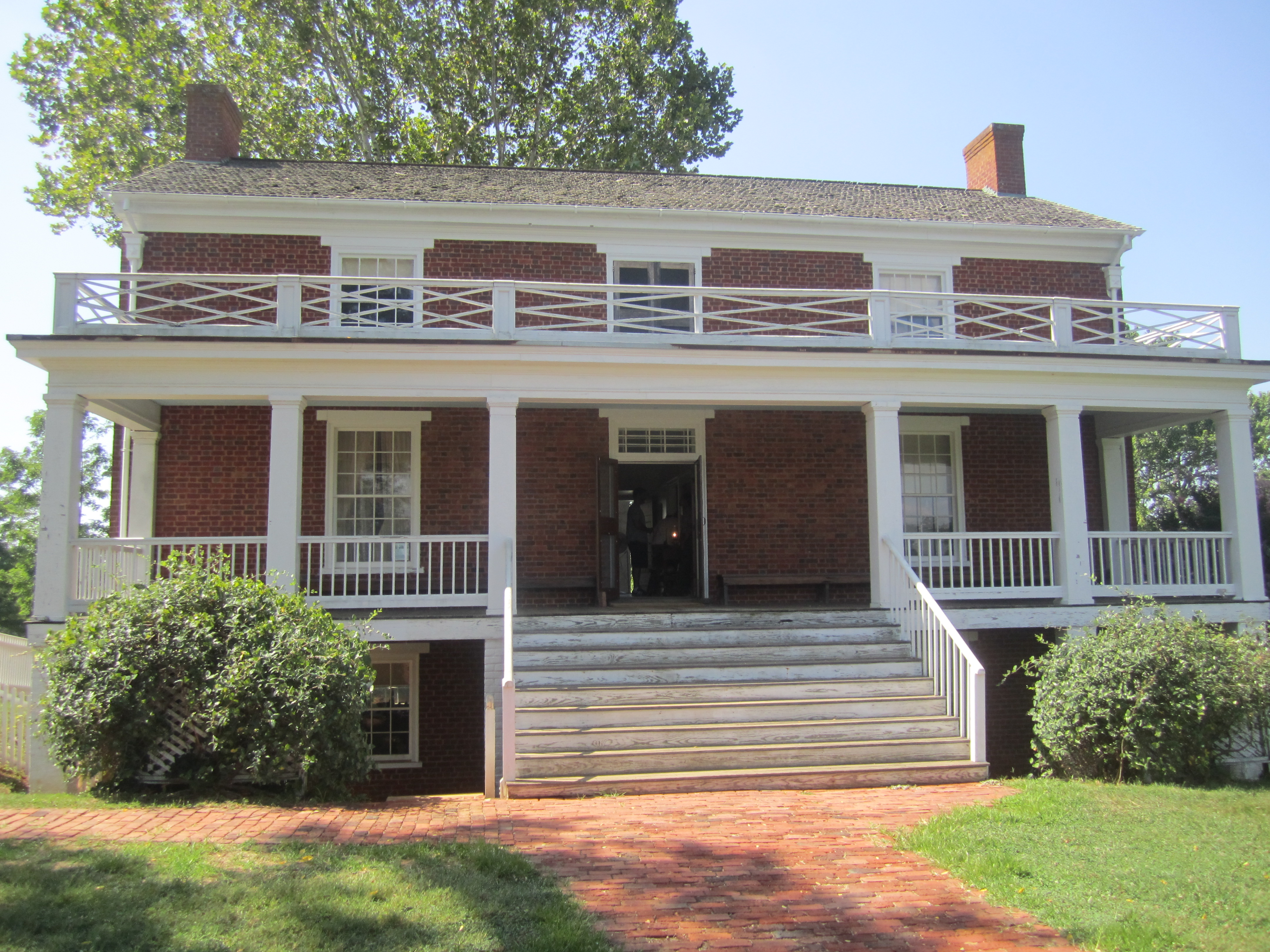
マクリーン・ハウス（2011年）

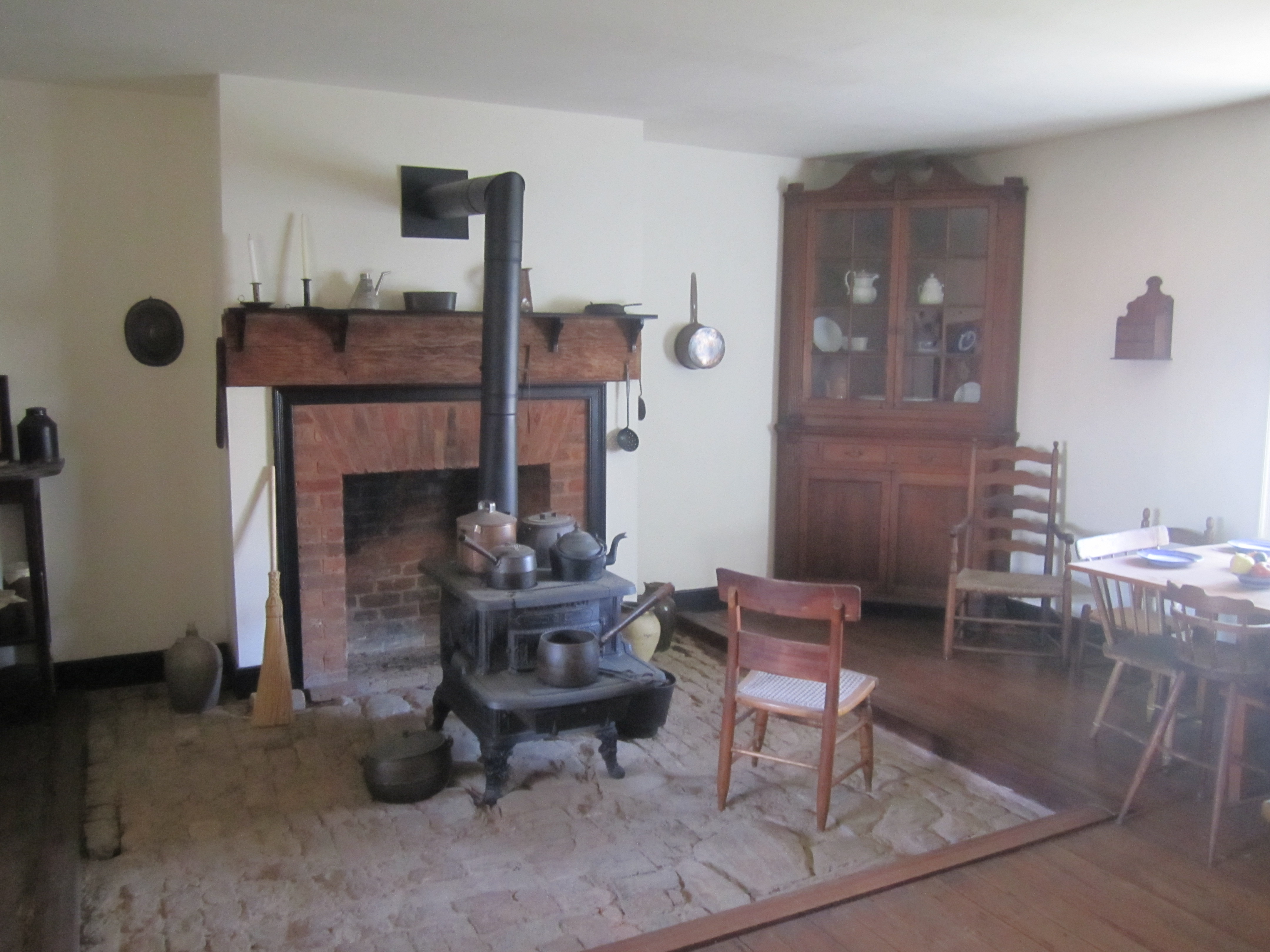
マクリーン・ハウスのキッチン

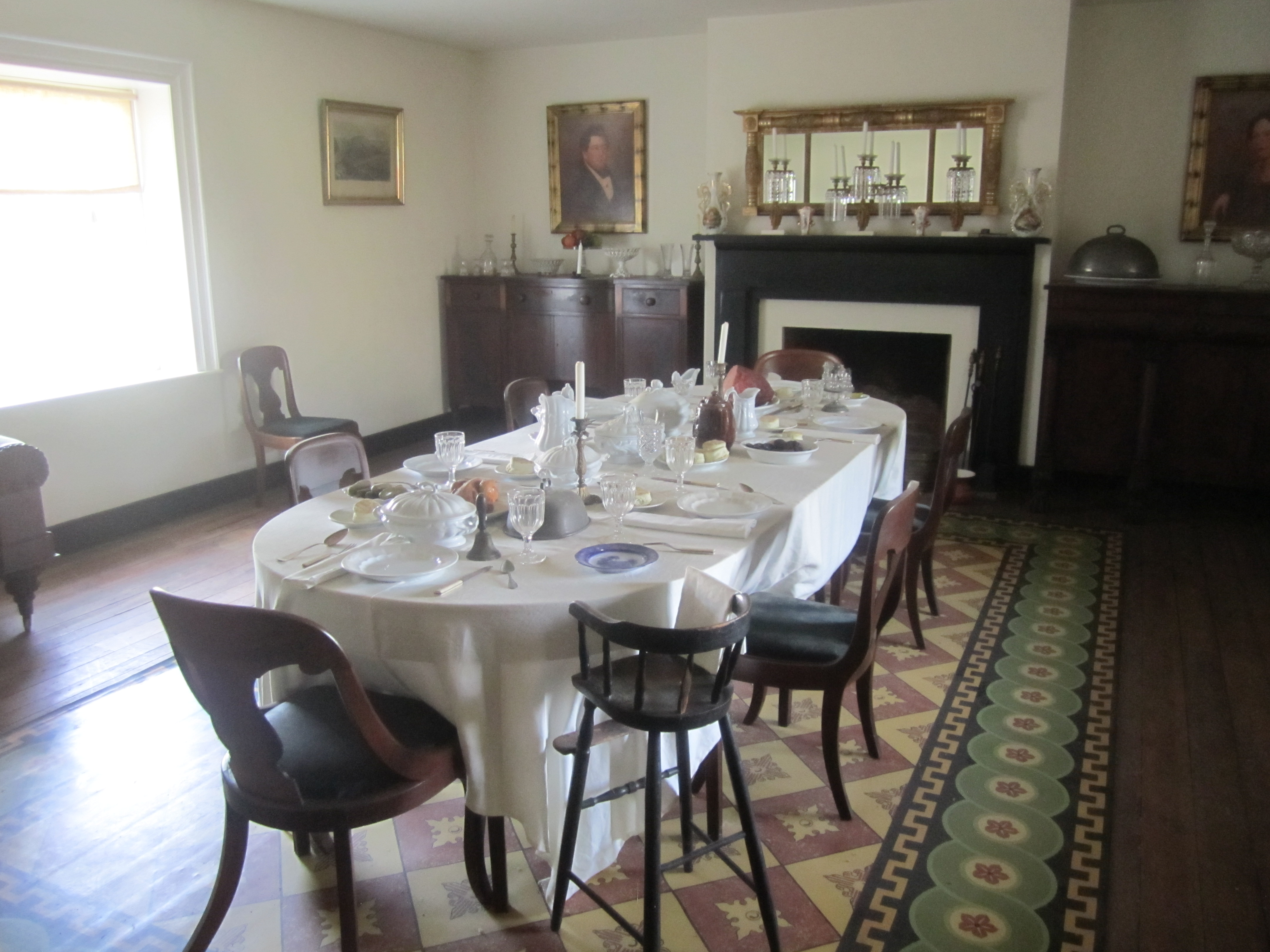
マクリーン・ハウスのダイニングルーム

マクリーンは砂糖の密貿易でかなりの資産を築いたが、その現金はアメリカ連合国の通貨だったので、連合国の崩壊と共に価値が無くなり終戦時には破産に近い状態だった。マクリーンは1867年秋にアポマトックス・コートハウスを離れて、夫人の所有するプリンスウィリアム郡の農園に帰った。借金の返済を怠ったときに、リッチモンドの「ハリソン・ゴッディン&アパーソン」銀行が裁判所に訴え、「降伏の家」は1869年11月29日に競売に付された。この家はジョン・L・パスコーが落札し、以前リッチモンドの住人だったラグランド家に賃貸されたらしい。1872年ナサニエル・H・ラグランドがその資産を1,250ドルで購入した。
1891年1月1日、ラグランド未亡人がこの家をニューヨーク州ナイアガラフォールズのマイロン・ダンラップに1万ドルで売却した。ダンラップとその仲間の投機家はこの家の評判を生かして儲ける案を2,3持っていた。1つは分解してシカゴまで運び、1893年の万国博覧会に展示することだった。高さや部材仕様書を含む計測図が作成され、家を分解して輸送用に荷造りされたが、折悪しく1893年の恐慌が起こった。資金不足や法的な問題が発生して計画は止まった。家の部品は積み上げられたまま、荒らしや収集家の餌食になり、50年間も放置された。

### マクリーン・ハウスの再建
1940年4月10日、アメリカ合衆国議会が「アポマトックス・コートハウス国立歴史史跡」を創設し約970エーカー (3.9 km²)の地域を指定した。1941年2月、藪やセイヨウスイカズラで覆われていたこの場所で発掘が始まった。古いデータが集められ、建築作業計画が作られ注意深い再建が始まった。この全体計画は1941年12月7日、日本軍が真珠湾を攻撃しアメリカ合衆国を第二次世界大戦に引き込んだことで急遽中断された。
大戦後、この計画は高い優先度で再開された。1947年11月25日、マクリーン・ハウスの再建に関する入札があった。再建は残っていた5,500個のレンガを使い、これが新しい家の壁の随所にあてがわれた。1949年4月9日、合衆国を元の姿に戻すための歴史的な会談が行われたその日から丁度84年後に、国立公園局によって初めて公開された。1950年4月16日に行われた落成式ではロバート・E・リー4世とユリシーズ・グラント3世がテープをカットした。約2万人の群集を前にピュリッツァー賞を受賞した歴史家ダグラス・サウスオール・フリーマンがスピーチをした後のことだった。